# اکسل فون امبسر
اکسل فون امبسر (انگلیسی: Axel von Ambesser; ۲۲ ژوئن ۱۹۱۰ – ۶ سپتامبر ۱۹۸۸) کارگردان فیلم و بازیگر اهل آلمان بود. وی بین سال‌های ۱۹۳۵ تا ۱۹۸۸ میلادی فعالیت می‌کرد.
وی بازیگر فیلم‌هایی همچون قلب ملکه و زندانی پادشاه بوده‌است.